# Multicar M 24
Multicar M 24 je pracovní vozítko vyráběné v letech 1974 až 1978 ve Waltershausenu v tehdejším Východním Německu. Celkem se vyrobilo 25 600 těchto dopravních prostředků, z nichž ale téměř polovina (48 %) byla určena na vývoz do zahraničí.
Nejprve měla vozítka, podobně jako jejich předchůdce typ M 22, pouze jednomístnou kabinu. To ovšem nebylo vhodné řešení, neboť pracovní čety obvykle čítají minimálně dvě osoby. Proto posléze došlo ke zvětšení kabiny, aby se do ní vešla dvojice pracovníků. Jak jednomístné, tak dvoumístné vozítko dosahovalo maximální rychlosti 50 km/h a mělo nosnost 2000 kg. Jeho pohon zajišťoval dvouválcový, vodou chlazený čtyřtaktní naftový motor o výkonu 33 kW, a to pomocí převodovky k zadním kolům. Automobil měl celkem pět převodových stupňů, přičemž čtyři byly pro jízdu vpřed a jeden k jízdě vzad. Maximální přepravní rychlost vozidla činila 50 kilometrů za hodinu.
Ložná plocha vozidla činila 3,27 m². Na vozidlo bylo možné namontovat jednu z jedenácti různých nástaveb. Jedna z nich měla podobu nádrže o objemu 1800 litrů na vodu a vozidlo pak disponovalo splachovací lištou o šíři šesti metrů. K plnění nádrže se mohlo využít vody z hydrantu nebo volného vodního zdroje, přičemž se využily sací koš a hadice.